# Efacec
A Efacec (pronúncia: "ê-fá-séque") designa o conjunto das empresas que hoje se constituem como a Efacec Power Solutions.
Criada em 1948, a Efacec é uma empresa portuguesa que opera nos sectores da energia, da engenharia e da mobilidade. Com um perfil exportador, a Efacec tem referências em mais de 90 países e uma presença regular em mais de 60, sendo líder mundial no mercado de infraestruturas de carregamento rápido para veículos elétricos.

## História
Criada em 1948, a Efacec nasce da união do grupo estrangeiro ACEC (Ateliers de Construtions Électriques de Charleroi), e de um dos maiores grupos empresariais portugueses à data, a CUF (Companhia União Fabril).
A História do projeto Efacec inicia-se porém em 1905, com a inauguração da «Moderna, Sociedade de Serração Mecânica de Madeiras». Em 1917, durante a Primeira Guerra Mundial, a Efacec produz os primeiros motores elétricos fabricados em Portugal.
Em 1921, é fundada a Electro-Moderna, Lda., constituindo a base de arranque da Empresa Fabril de Máquinas Eléctricas. Em 1948, é fundada a sociedade Empresa Fabril de Máquinas Eléctricas, S.A.R.L., com o capital distribuído entre a Electro-Moderna, os ACEC, a CUF e outros acionistas. Este fabricante de motores, impulsionado por António Ricca Gonçalves, acaba por  inaugurar aquela que viria a ser a Efacec moderna.
Em 1958, os ACEC compraram a posição do Grupo CUF, tornando-se no acionista maioritário, situação que se mantém após 1969, data da primeira entrada da Efacec em Bolsa. Entre 1966 e 1973, a Efacec vê crescer 2,5 vezes a sua área fabril e 6 vezes o seu volume de encomendas.
Em 1976, a Efacec arranca com a sua atividade na área dos Sistemas de Tração e entrega o primeiro transformador trifásico de 420 kV, 315 MVA, com 450 toneladas de peso, a maior unidade trifásica construída em Portugal.
Em 1981, a Efacec regista 4 milhões de contos em vendas internas e externas. Em 1990, o número sobe para os 25 milhões e, em 1998, para os 48 milhões. Em 1998, a Efacec atinge 237.753 milhões de euros, tendo o mercado externo atingido os 84.046 milhões de euros e um resultado antes de impostos de 6 milhões de euros.
Em 1999, a Têxtil Manuel Gonçalves entra no capital da empresa, com uma tomada de posição de 10,682% do direito de voto. A 2 de março de 2000, o Grupo José de Mello adquiriu ao IPE uma posição de 10,56% dos direitos de votos da Efacec. E é assim que a herança do Grupo CUF reaparece, 42 anos depois, na História da Efacec.
Em 2003, a Efacec define três grandes áreas de atividade, como resultado da avaliação estratégica que mereceu o acordo dos seus acionistas de referência: Soluções para a Energia, Soluções para Transportes e Logística e Soluções de Engenharia e Serviços. Em setembro de 2005, os grupos Têxtil Manuel Gonçalves e José de Mello lançaram uma OPA sobre o capital da Efacec ainda disperso em bolsa.
Em 2007, com o apoio dos seus dois accionistas (GJM e TMG), desenvolve-se um novo modelo organizacional com dez Unidades de Negócio: Transformadores; Aparelhagem de Média e Alta Tensão; Servicing de Energia; Engenharia; Automação; Manutenção; Ambiente; Renováveis; Transportes e Logística.
Entre 2007 e 2010, o volume de negócios da Efacec ultrapassa os mil milhões de euros, compra várias empresas em todo o mundo e arranca vários projectos de raiz, como a construção de uma nova fábrica de transformadores nos EUA, crescendo em todos os indicadores e oferecendo soluções tecnologicamente avançadas em todo o mundo.
No final de 2014, a Efacec Power Solutions passou a constituir um grupo de empresas que reúne todos os meios de produção, tecnologias e competências técnicas e humanas para o desenvolvimento de actividades nos domínios das soluções de Energia, Engenharia, Ambiente, Transportes e Mobilidade Eléctrica, abrangendo ainda uma vasta rede de filiais, sucursais e agentes espalhados por quatro continentes.
A 23 de outubro de 2015, o controle acionário da Efacec Power Solutions passou a pertencer à Winterfell Industries, passando os antigos controladores, Grupo José de Mello e Têxtil Manuel Gonçalves (TMG), a accionistas minoritários. A Efacec fecha 2015 com prejuízos de 20 milhões de euros, voltando aos lucros em 2016 com o volume de negócios a atingir os 440 milhões de euros.
No início de 2016 o grupo de Matosinhos lançou o programa Efacec 2020 com o objetivo de “repensar o grupo nas suas diferentes vertentes, nomeadamente produtos e serviços, competências, mercados, clientes, organização e modelo de governo". Até 2020 a Efacec Power Solutions quer crescer em volume de negócio e estar entre as três marcas líderes no domínio da inovação e tecnologia.  Nesse ano, a Efacec fechou o último exercício com lucros de 4,3 milhões de euros, contra prejuízos de 20,5 milhões de euros. A faturação do grupo Efacec em 2016 fixou-se em 431,5 milhões de euros, mais 15,5 milhões do que no ano anterior, com as exportações a gerarem 76% do total.
Em agosto de 2017 a Efacec ganhou um projeto internacional para a construção do metro de Odense, na Dinamarca, para desenvolver toda a parte eletromecânica. Este projeto será desenvolvido juntamente com a COMSA e com a MUNCK e, para a Efacec, o valor do negócio é de aproximadamente 47 milhões de euros, o que reflete a dimensão e a integração de soluções que serão prestadas pela empresa. A Efacec já tem experiência nesta área de negócio, tendo estado envolvida na construção dos metros de Bergen, na Noruega, Dublin, na Irlanda e Porto, sendo que o mercado europeu cerca de metade do seu volume de negócios.
Em outubro de 2018, a Efacec venceu um dos mais importantes concursos do segmento de passagens de nível da Europa. O concurso foi lançado pela Trafikverket, a entidade gestora da infraestrutura ferroviária e rodoviária da Suécia, para o desenvolvimento, certificação e fornecimento de sistemas automáticos de proteção de passagens de nível de nova geração. Na sequência deste concurso internacional, onde participaram os maiores fabricantes europeus do setor, a Efacec, em conjunto com um parceiro local, fechou um negócio avaliado em cerca de cinco milhões de euros anuais. Este tornou-se o maior contrato de exportação neste segmento para a empresa.
Em fevereiro de 2019, um ano após a inauguração da Unidade de Mobilidade Elétrica da Efacec, a área cresceu cerca de 100% em volume de negócios (17 vs. 36 milhões de euros), recrutou mais 100 pessoas e triplicou a capacidade de produção de carregadores rápidos e ultrarrápidos para veículos elétricos. A Mobilidade Elétrica representa, no arranque de 2019, 6% do total da atividade da Efacec.
O governo socialista, com Pedro Siza Vieira na Economia, decidiu nacionalizar, alegadamente para conter os efeitos das acusações que pendiam sobre a dona da empresa, Isabel dos Santos, na sequência do Luanda Leaks. O tribunal de contas fiscalizou o dinheiro que ali foi gasto para garantir a suposta sobrevivência da empresa entre 2020 e a reprivatização, ainda com António Costa — três anos depois de nacionalizar, os socialistas, agora com Costa Silva na pasta da Economia, reprivatizaram, ao vender a Efacec à Mutares. O Tribunal de Contas considera que a privatização da Efacec e a sua posterior venda à Mutares foi feita sem a devida fundamentação e poderá custar 564 milhões de euros ao erário público.

## Órgãos Sociais e Equipa de Gestão

### Conselho de Administração
- Christian Klingler - Presidente
- Jorge Barreiros - Vogal
- Michael Silva - Vogal

## Empresas do grupo

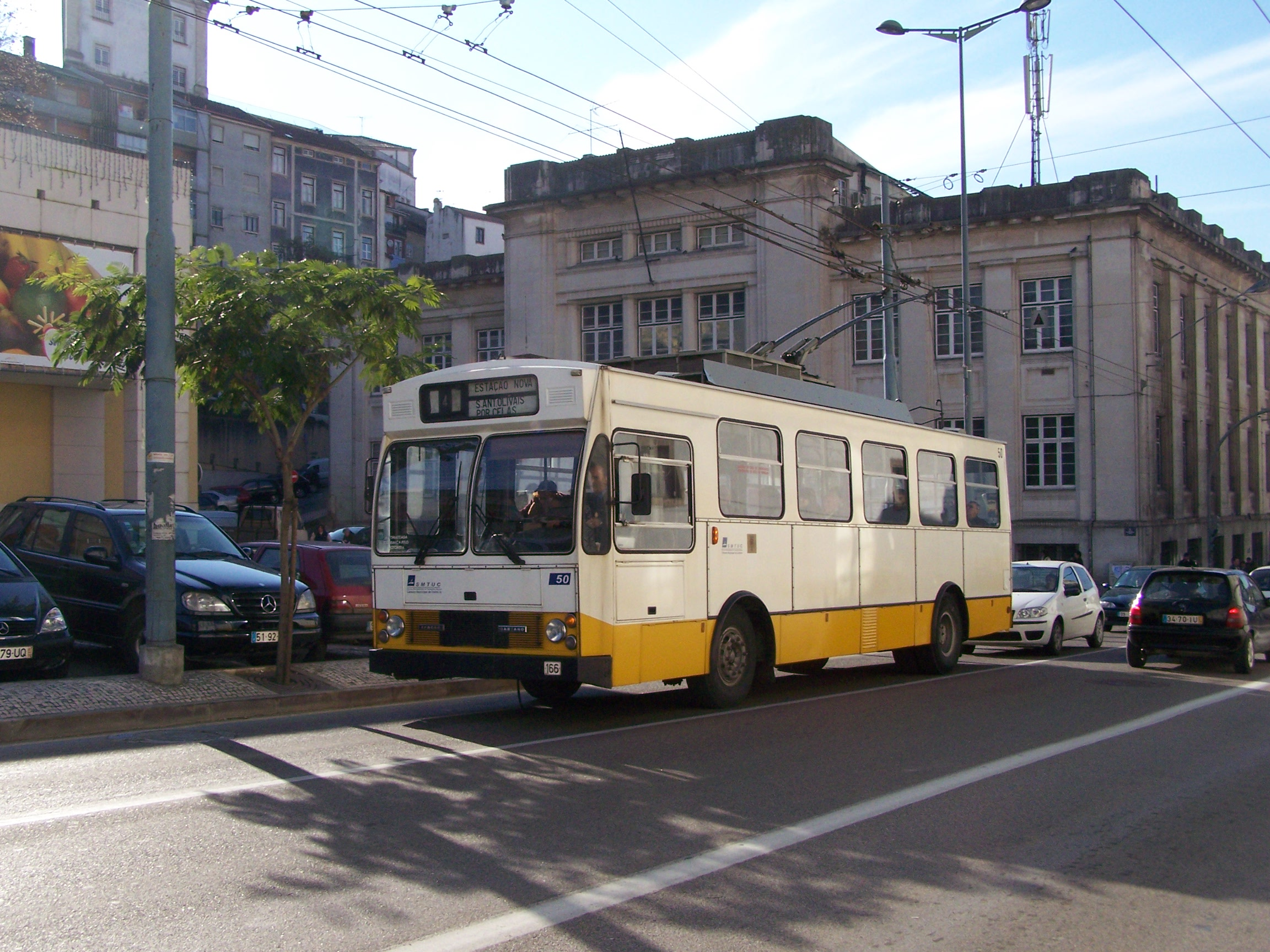
Troleicarro produzido pela EFACEC/Salvador Caetano nos anos 80, em serviço na cidade de Coimbra, em 2006.

A Efacec desenvolve muitas das suas soluções tecnológicas e participa em inúmeros projetos de engenharia. Nos últimos anos, verificou-se um aumento significativo das suas atividades internacionais, estando presente em quase todos os continentes.
- Portugal:
  - Efacec Power Solutions, SGPS, S.A.
  - Efacec Serviços Corporativos, S.A.
  - Efacec Marketing Internacional, S.A.
  - Efacec Energia, Máquinas e Equipamentos Eléctricos, S.A.
  - Efacec Engenharia e Sistemas, S.A.
  - Efacec Electric Mobility, S.A.
- Espanha:
  - Efacec Equipos Eléctricos, S.L.
- Europa Central:
  - Efacec PRAHA s.r.o.
  - Efacec Central Europe, Limited S.R.L.
  - Efacec Contracting Central Europe GmbH
- Brasil:
  - Power Solutions Brasil Sistemas de Automação e Potência, Lta.
- Argentina:
  - Efacec Power Solutions Argentina, S.A
- Chile:
  - Efacec Chile, S.A
- EUA:
  - Efacec USA, inc.
- África Austral:
  - Efacec Angola, Lda.
  - Efacec Moçambique, Lda.
  - EFASA (PTY) LTD
- Magrebe:
  - Efacec ALGÉRIE EURL.
  - Efacec MAROC SARLAU
- Índia:
  - Efacec India PvT. Ltd.

## Tecnologia e Inovação
O desenvolvimento tecnológico e a inovação são essenciais para a atividade da Efacec, estando patentes na atualização do portfólio tecnológico com produtos desenvolvidos totalmente “in house”, além dos domínios do cálculo e do projecto, e na produção e nos sistemas integrados. Entre os vários projetos desenvolvidos pela empresa, destacam-se:
- 2011: O Projeto HbioS, promovido pela WeDoTech em parceria com a Efacec e a Universidade Católica, tem por objetivo a introdução de inovações biotecnológicas para a remoção do H2S presente no biogás.[31] O TICE.MOBILIDADE, desenvolvido pela METICUBE – Sistemas de Informação, Comunicação e Multimédia, LDA. e mais 28 empresas/entidades nas quais está incluída a Efacec, pretende explorar novas soluções para o transporte urbano, mais eficientes e abrangentes.[32]
- 2012: O EFAiCharge endereçou não só a infraestrutura de carregamento que assegura o interface com os veículos, como também a interface com a gestão inteligente da rede elétrica.[30] O SCADA BT desenvolveu soluções tecnológicas e comerciais, bem como sistemas, que contribuam para uma implementação efetiva das SmartGrids.[33] O NxVERTER foi um projeto de investigação e desenvolvimento de conversor eletrónico destinado a centrais fotovoltaicas de grande potência.[30]
- 2013: O Ipsilon foi um projeto desenvolvido pela Efacec Engenharia e Sistemas, financiado pelo QREN, no âmbito do Programa Operacional Factores de Competitividade, que criou uma nova plataforma multi-funcional e multi-serviço em que o conceito de operação e de integração é completamente inovador.[34] O MonitorBT pretendeu detetar e localizar automaticamente as falhas na rede BT e Iluminação Pública.[35] O projeto QT1 perseguiu a aquisição de know-how para o desenvolvimento de uma nova gama de transformadores de baixo ruído que cumpra a restritiva legislação acústica.[36]
- 2014: O projeto UEB desenvolveu um autocarro urbano com motorização 100% eléctrica.[37] O Linked:PM tem como principal objetivo captar, gerir e disseminar o conhecimento gerado durante a execução dos negócios.[38] Em 2014, a subsidiária Efacec Engenharia e Sistemas foi a terceira maior investidora em inovação e desenvolvimento, de acordo com o ranking da Ignios nos serviços.[39]
- 2015: O projeto “EVolution” visa desenvolver soluções inovadoras de carregamento de veículos eléctricos (EVSE), entre 2015 e 2017.[30] Também nestes anos, os projetos SmarTHER CORE Transformers e SmartTransit pretendem atingir o desenvolvimento integrado e transversal de capacidades que permitam a conceção e construção a curto-prazo de transformadores termicamente mais eficientes, mais inteligentes e mais flexíveis[40]; e que a UN Transportes reforce a sua capacidade de liderança em mercados internacionais e se posicione na vanguarda das empresas portuguesas exportadoras de tecnologia e de soluções avançadas.
- 2016: O projeto NEXTSTEP visa desenvolver um inovador Posto de Transformação – PT, entre 2016 e 2019. O DSGrid é um projecto pluridisciplinar que congrega conhecimentos das áreas de energia elétrica, automação e proteção, comunicações, sistemas de tempo real, sistemas embebidos, ciber-segurança e tecnologias de informação e software; e o EEM@Future tem como objetivo o desenvolvimento de novos produtos e direccionar eficientemente a sua capacidade de produção a normas e requisitos específicos de cada mercado onde a empresa pretende reforçar ou obter um novo posicionamento.[30] O ADMS4LV um é projeto-piloto de gestão da rede de baixa tensão, em cooperação com a EDP Distribuição e o INES TEC (Instituto de Engenharia de Sistemas e Computadores, Tecnologia e Ciência).[41]

Destaca-se também a participação da Efacec em importantes projectos na área espacial, nomeadamente:
- Laboratório Espacial Columbus[42]: O equipamento espacial EuTEMP, certificado pela NASA e pela Agência Espacial Europeia (ESA), foi integralmente concebido e produzido pela Efacec e integrou a missão que partiu da nave espacial ‘Atlantis’ do Cabo Canaveral, na Florida (EUA), para a Estação Espacial Internacional.
- Instrumento para missão da ESA a Marte[43]: A componente técnica na missão ExoMars da Agência Espacial Europeia (ESA) integrou as empresas Active Space Technologies, Critical Software, Efacec e Rotacional, para várias tarefas ligadas ao desenvolvimento de hardware e software.

## Mobilidade Elétrica
No início de 2015, a Efacec Electric Mobility, SA (EEM) anuncia que está a investir numa solução inovadora de carregamento sem fios de veículos elétricos para reforçar a sua oferta nesta área de negócio. Com um projeto que pretende eliminar a necessidade de cabos e simplificar o processo de carregamento, a Efacec ambicionava alargar o seu portefólio, contribuindo para o futuro da mobilidade elétrica.
Em 2016, a Efacec produz então os primeiros carregadores mundiais capazes de providenciar uma potência de 350 kilowatts e uma elevada tensão (1.000 volts) em veículos de longo alcance.No ano seguinte, aquando da visita do vice-presidente da Comissão Europeia e comissário europeu para a Energia, Marcos Sefcovic, à área da mobilidade elétrica da Efacec ,a empresa anuncia que vendeu a primeira estação de carga móvel ultrarrápida do mundo a uma marca automóvel alemã, permitindo àqueles automóveis ganhar uma autonomia de até 1000 quilómetros graças a esta solução. Esta estação permite ainda a carga de veículos em diferentes localizações onde não seja oportuno a instalação definitiva de infraestrutura de carga.
Com vista a aumentar a oferta e melhorar as soluções de carga de elevada potência para veículos elétricos, em fevereiro de 2018, a Efacec inaugura a Unidade de Mobilidade Elétrica. Com estas novas instalações, o grupo empresarial prevê aumentar a capacidade anual de produção de carregadores rápidos, segmento onde é líder mundial, e criar perto de 400 postos de trabalho, associados às novas tecnologias e padrões de evolução da mobilidade, até 2025.
Com esta aposta, a Efacec prevê atingir um crescimento do volume de negócios de dois a três dígitos anualmente nos próximos anos, chegando perto da barreira dos 100 milhões de euros de faturação.
Em março de 2018, a Efacec lança o programa de recrutamento “700 Recruta +”. Com este programa, a empresa pretende contratar 700 novos colaboradores até 2020, com foco nas áreas de mobilidade elétrica e automação. No âmbito desta ação de recrutamento, a empresa traçou paralelamente o objetivo de, em três anos, ter 500 mulheres nos seus quadros.

## Sustentabilidade
A Efacec é desde 2004 membro do BCSD Portugal (Conselho Empresarial para o Desenvolvimento Sustentável), subsidiária portuguesa do Business Council for Sustainable Development.
A Efacec é um exemplo de sustentabilidade: utiliza 90% de tecnologia própria, desenvolve os seus produtos e sistemas, serviços e soluções e aposta fortemente na inovação, cooperando com elevado número de instituições de cariz tecnológico. A empresa tem desenvolvido os seus negócios com especial incidência naqueles que têm um impacto positivo na qualidade ambiental do planeta.
A Efacec tem todas as suas Unidades de Negócio (em território nacional) certificadas pela ISO 14001 (certificado de qualidade, ambiente, segurança e saúde ocupacional). A nível internacional, destaque para as certificações pela ISO 9001 da Efacec Contracting Central Europe, GMBH; Efacec Praha; Power Solutions Brasil; Efacec Switchgear India; Efacec Energia, Máquinas e Equipamentos Eléctricos – Sucursal España; e pela ISO 9001, pela ISO 14001, e pela OHSAS 18001 da Efacec Central Europe Limited S.R.L.
Na vertente social, a Efacec participa nos programas “Porto de Futuro” e “Junior Achievement”, que envolvem voluntariado e a cedência de recursos humanos.
Em abril de 2016, a empresa lançou uma nova plataforma de gestão de inovação, o “Mercado Ideias”, que permite construir soluções que respondam aos seus desafios de negócios.

## Reconhecimento Público
Em janeiro de 2006, a Efacec foi reconhecida pela Associação Industrial Portuguesa (AIP), com a Medalha de Ouro, pelo contributo dado pela empresa para a economia portuguesa e para a imagem de Portugal nos mercados externos.
Em 2007, a Efacec venceu o prémio Empresa Mais Familiarmente Responsável, organizado pela Deloitte e pela AESE, tendo ganho na categoria das grandes empresas (ex-aequo com a EDP).
A Efacec ganhou o Premio Suministradores Iberdrola 2009 na categoria de Responsabilidade Social Corporativa. e o Prémio da Academia de Engenharia em 2009 e 2010 pela “excelência da engenharia própria, nos produtos e serviços desenvolvidos que asseguram à empresa uma competitividade indiscutível a nível internacional”e o Prémio da Academia de Engenharia em 2009 e 2010 pela “excelência da engenharia própria, nos produtos e serviços desenvolvidos que asseguram à empresa uma competitividade indiscutível a nível internacional”.
Em 2010, a Efacec recebeu uma Menção Honrosa na vertente transversal Inovação, por ocasião da participação no Prémio Cidadania das Empresas e das Organizações. Na categoria Produto, nos European Business Awards for the Environment, o Prémio Inovação para a Sustentabilidade em Portugal foi atribuído à Efacec, com o projeto “SmartGate”. Ainda em 2010, a Efacec recebe o galardão de Empresa Mais Eficiente atribuído pela Direção Geral de Energia e Geologia e pela Agência para a Energia – ADENE.
Em 2011, o Efapower EV QC50 da Efacec Engenharia e Sistemas - um carregador rápido de veículos elétricos que permite minimizar os problemas associados à baixa autonomia deste tipo de veículos - venceu o Prémio Produto Inovação COTEC/UNICER. No mesmo ano, a Efacec ganhou o Prémio Equipas de Melhoria da Associação Portuguesa para a Qualidade e o Prémio Segurança - Manutenção de Subestações da REN.
A Efacec ganhou o Prémio de Desenvolvimento Sustentável em 2013 - uma iniciativa da Heidrick & Struggles e do Diário Económico que visa reconhecer as entidades de todos os ramos de actividade pela excelência do trabalho desenvolvido nas dimensões ambiental, social e de gestão.

Em 2016, a Efacec foi eleita para o Top 20 das empresas mais atractivas para trabalhar em Portugal pela Randstad.